# Nicola Larini

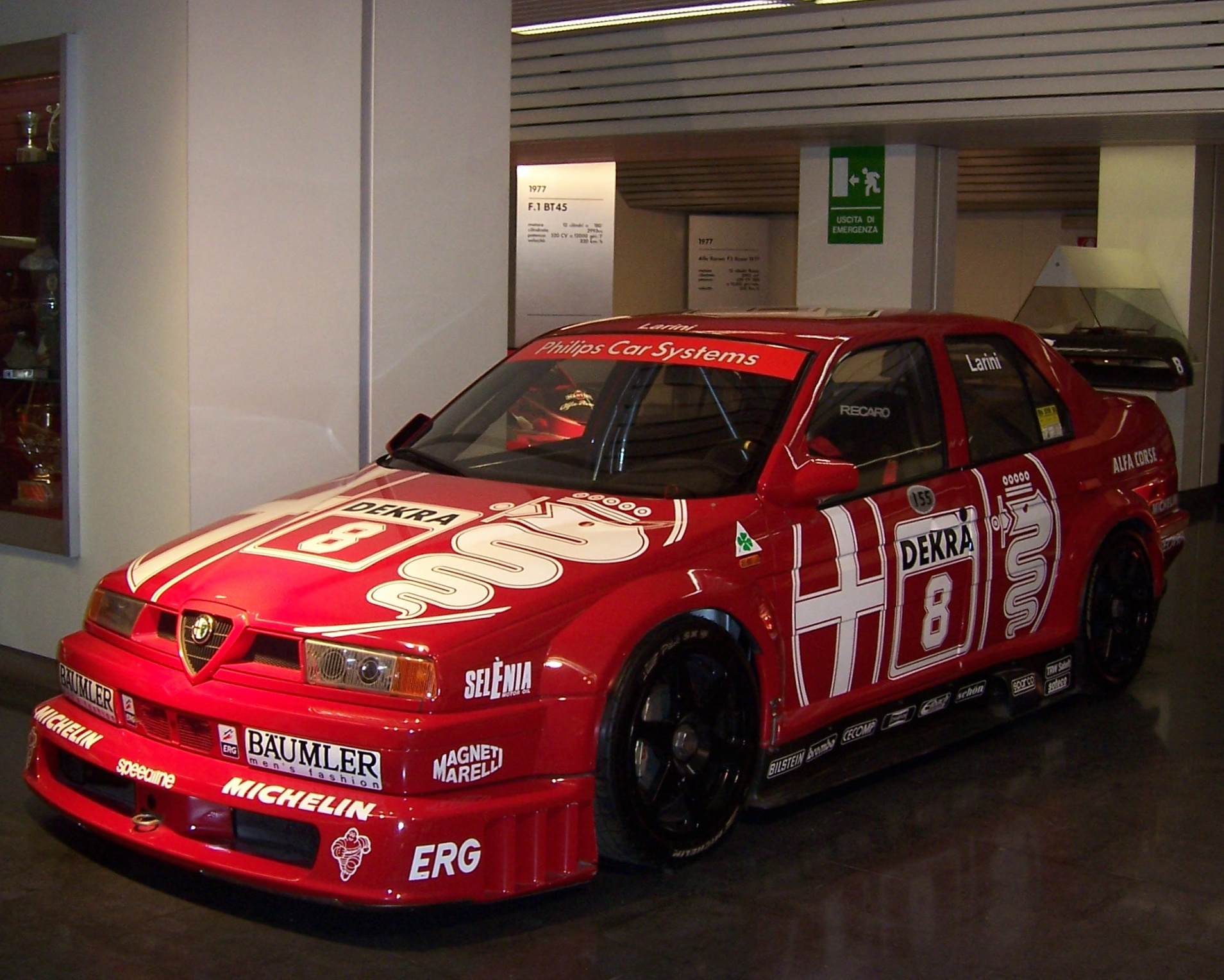
Alfa Romeo 155 za kierownicą której Larini wygrał DTM w 1993 roku

Nicola Giuseppe Larini (ur. 19 marca 1964 roku w Lido di Camaiore, Toskania) – włoski kierowca wyścigowy.

## Kariera
Karierę rozpoczął w 1983 roku. Trzy lata później został mistrzem Włoskiej Formuły 3 w barwach ekipy Enzo Coloniego, co otworzyło mu drogę do Formuły 1, gdzie Coloni również wystawiał swój zespół.
Larini debiutował podczas Grand Prix Włoch 1987, lecz nie zakwalifikował się do wyścigu. Faktyczny debiut nastąpił więc w Grand Prix Hiszpanii w Jerez de la Frontera, gdzie Włoch wycofał się po ośmiu okrążeniach.
W 1988 roku przeszedł do zespołu Enzo Oselli, gdzie spędził dwa kolejne sezony. Samochód był jednak bardzo awaryjny i Larini ukończył w tym okresie dwa wyścigi.
W 1990 roku zasilił francuską ekipę Ligier. Mimo znacznej poprawy niezawodności bolidu, ponownie nie udało mu się zdobyć żadnych punktów. Po zmianie kierownictwa zespołu, odszedł do nowo powstałego fabrycznego projektu Lamborghini (pod nazwą Modena). Kampania tego zespołu w 1991 roku była jednak nieudana, a Larini zdołał zakwalifikować się do pięciu wyścigów.
Zniesmaczony niepowodzeniami w Formule 1 przyjął posadę kierowcy testowego w Ferrari, gdzie zastąpił Gianniego Morbidelli. Jednocześnie rozpoczął karierę w klasie samochodów turystycznych w barwach fabrycznego zespołu Alfa Romeo. W swoim pierwszym sezonie w nowym otoczeniu zdobył tytuł Mistrza Włoch, przerywając hegemonię Roberto Ravaglii. Powrócił chwilowo do Formuły 1, gdy w ostatnich dwóch wyścigach sezonu 1992 zastąpił zwolnionego Ivana Capellego.
W 1993 roku Alfa Romeo dołączyła do Deutsche Tourenwagen Meisterschaft, gdzie Larini został liderem zespołu. Włoch zdominował przebieg rywalizacji, odnosząc jedenaście zwycięstw i zdobywając tytuł mistrzowski. Kolejny sezon nie był już tak udany; Larini zanotował cztery zwycięstwa i uplasował się na trzecim miejscu w klasyfikacji końcowej.
Jednocześnie zaliczył wreszcie sukces w Formule 1. Zastępując kontuzjowanego Jeana Alesi podczas tragicznego w skutkach Grand Prix San Marino na torze Imola zajął drugie miejsce. Był to jego ostatni występ w F1 przed trzyletnią przerwą.
W latach 1995–1996 kontynuował starty w DTM i jej następcy ITC, lecz nie odnosił już większych sukcesów. Łącznie w latach 1993-1996 wystąpił w 89 wyścigach, z których siedemnaście wygrał (osiemnaście jeśli doliczyć wyścigi niepunktowane).
Po zawieszeniu działalności w DTM wrócił do Formuły 1 w barwach zespołu Petera Saubera, jednak współpraca obfitowała w wiele konfliktów i po zaledwie pięciu wyścigach Larini został zwolniony.
Po tym wydarzeniu wrócił do klasy samochodów turystycznych, gdzie w latach 1998-2003 jeździł za kierownicą Alfa Romeo. Od 2005 roku reprezentował barwy Chevroleta w cyklu World Touring Car Championship. Pierwsze zwycięstwo w tej serii wyścigowej odniósł w sezonie 2009, wygrywając drugi wyścig dnia na ulicznym torze w Marakeszu. Podczas finałowej rundy mistrzostw w Makau ogłosił, iż po zakończeniu sezonu 2009 wycofuje się z rywalizacji w WTCC.

## Podsumowanie startów
| Sezon | Seria                                  | Zespół                       | Starty | PP | Zwyc. | Punkty | Pozycja |
| ----- | -------------------------------------- | ---------------------------- | ------ | -- | ----- | ------ | ------- |
| 1987  | Formuła 3000                           | Forti Corse                  | 4      | 0  | 0     | 0      | –       |
| 1987  | Formuła 1                              | Coloni Racing                | 1      | 0  | 0     | 0      | –       |
| 1988  | Formuła 1                              | Osella                       | 11     | 0  | 0     | 0      | –       |
| 1989  | Formuła 1                              | Osella                       | 8      | 0  | 0     | 0      | –       |
| 1990  | Formuła 1                              | Ligier                       | 16     | 0  | 0     | 0      | –       |
| 1991  | Formuła 1                              | Modena Team                  | 5      | 0  | 0     | 0      | –       |
| 1992  | Campionato Italiano Superturismo       | Alfa Corse                   | 20     |    | 9     | 284    | 1.      |
| 1992  | Formuła 1                              | Scuderia Ferrari             | 2      | 0  | 0     | 0      | –       |
| 1993  | Deutsche Tourenwagen Meisterschaft     | Alfa Corse                   | 22     |    | 11    | 261    | 1.      |
| 1994  | Formuła 1                              | Scuderia Ferrari             | 2      | 0  | 0     | 6      | 14.     |
| 1994  | Deutsche Tourenwagen Meisterschaft     | Alfa Corse                   | 24     | 1  | 4     | 150    | 3.      |
| 1995  | Deutsche Tourenwagen Meisterschaft     | Alfa Corse                   | 13     | 0  | 0     | 71     | 6.      |
| 1995  | International Touring Car Series       | Alfa Corse                   | 10     | 2  | 1     | 59     | 4.      |
| 1996  | International Touring Car Championship | Alfa Corse                   | 26     | 3  | 2     | 95     | 11.     |
| 1997  | Formuła 1                              | Sauber                       | 5      | 0  | 0     | 1      | 19.     |
| 1998  | Campionato Italiano Superturismo       | Alfa Corse                   | 20     |    | 3     | 331    | 3.      |
| 1998  | Deutsche Super TourenWagen Cup         | Alfa Corse                   | 2      | 0  | 0     | 23     | 26.     |
| 1999  | Campionato Italiano Superturismo       | Alfa Romeo                   |        |    | 3     |        |         |
| 1999  | Deutsche Super TourenWagen Cup         | Alfa Romeo                   | 2      | 0  | 0     | 20     | 26.     |
| 2000  | European Super Touring Cup             | Alfa Romeo Team Nordauto     | 20     | 0  | 0     | 195    | 4.      |
| 2001  | European Super Touring Championship    | Alfa Romeo Team Nordauto     | 20     | 1  | 3     | 604    | 2.      |
| 2002  | European Touring Car Championship      | Alfa Romeo Team Nordauto     | 20     | 2  | 4     | 86     | 3.      |
| 2003  | European Touring Car Championship      | Alfa Romeo Autodelta         | 20     | 4  | 1     | 92     | 4.      |
| 2005  | World Touring Car Championship         | Ray Mallock Ltd. – Chevrolet | 20     | 0  | 0     | 9      | 16.     |
| 2006  | World Touring Car Championship         | Ray Mallock Ltd. – Chevrolet | 20     | 0  | 0     | 24     | 12.     |
| 2007  | World Touring Car Championship         | Ray Mallock Ltd. – Chevrolet | 22     | 0  | 0     | 71     | 5.      |
| 2008  | World Touring Car Championship         | Ray Mallock Ltd. – Chevrolet | 24     | 1  | 0     | 48     | 11.     |
| 2009  | World Touring Car Championship         | Ray Mallock Ltd. – Chevrolet | 24     | 0  | 1     | 27     | 13.     |